# Gloryhallastoopid
Gloryhallastoopid (Or Pin the Tale on the Funky) è l'ottavo album del gruppo funk Parliament, pubblicato nel 1979.

## Tracce
1. Prologue – 0:47
2. Gloryhallastoopid Pin the Tale on the Funky – 4:06
3. Party People – 10:08
4. The Big Bang Theory – 7:10
5. The Freeze – 8:59
6. Colour me Funky – 4:51
7. Theme from the Black Hole – 4:38
8. May We Bang You? – 4:43